# Putney (Geòrgia)
Putney és una concentració de població designada pel cens dels Estats Units a l'estat de Geòrgia. Segons el cens del 2000 tenia 2.998 habitants.

## Demografia
Segons el cens del 2000, Putney tenia 2.998 habitants, 1.138 habitatges, i 899 famílies. La densitat de població era de 53,9 habitants/km².
Dels 1.138 habitatges en un 31,8% hi vivien nens de menys de 18 anys, en un 59,7% hi vivien parelles casades, en un 14,8% dones solteres, i en un 21% no eren unitats familiars. En el 17,2% dels habitatges hi vivien persones soles el 5,4% de les quals corresponia a persones de 65 anys o més que vivien soles. El nombre mitjà de persones vivint en cada habitatge era de 2,63 i el nombre mitjà de persones que vivien en cada família era de 2,96.
Per edats la població es repartia de la següent manera: un 24,4% tenia menys de 18 anys, un 8,3% entre 18 i 24, un 26,5% entre 25 i 44, un 28,5% de 45 a 60 i un 12,3% 65 anys o més.
L'edat mediana era de 39 anys. Per cada 100 dones de 18 o més anys hi havia 93,8 homes.
La renda mediana per habitatge era de 40.953 $ i la renda mediana per família de 44.244 $. Els homes tenien una renda mediana de 35.377 $ mentre que les dones 21.910 $. La renda per capita de la població era de 18.828 $. Entorn del 12,8% de les famílies i el 16,8% de la població estaven per davall del llindar de pobresa.

## Poblacions més properes
El següent diagrama mostra les poblacions més properes.